# 阿拉木圖
阿拉木圖（羅馬化：Almaty，發音：[ɑlmɑˈtə] ⓘ）是哈萨克斯坦的一座直辖市，是该国的第一大城市。坐落在哈薩克東南部的山區，鄰近吉爾吉斯。阿拉木图早年盛產蘋果，因此有「蘋果城」之稱。

## 歷史
阿拉木圖在古代被稱爲古爾班阿里瑪圖（書面瓦剌語：ᡎᡇᠷᡋᠠᠨ
ᠠᠯᡅᡏᠠᡐᡇ，羅馬化：）。
在公元前1000-900年的青铜时代，第一批农民和养牛人在这塊轄區内建立了定居点。从公元前700年到基督教时代開始，这片土地被原住在天山以北领土上的塞人（塞迦）及后来的烏孫部落所占领。這些時代跡象可以在衆多坟冢與古代定居點得到印證，尤其是塞迦沙皇們的大型陵墓當中。這裡有多項著名的考古發現，例如來自伊塞克库尔干的「金人」（也称“金勇士”），寶藏、頭飾和藝術青銅器（如灯、锅炉或祭坛）。在塞迦和烏孙統治期間，阿拉木圖成為了早期的教育中心。
19世纪后期，经过《中俄勘分西北界约记》、《塔城界约》、《塔城界约续约》、《伊犁条约》，及庚子俄难后等一系列不平等条约，沙俄从清朝取得北起外蒙古唐努乌梁海十佐领，从沙俄的边堡铿格尔图喇，向西南走，到喀喇玛岭，再到楚克里克河，爱古斯河，再到巴尔喀什湖北岸，向西南走经过楚河，塔拉斯河上游地区，俄罗斯帝国在此地设立七河州（即除今新疆伊犁哈萨克自治州以外的七河地区），而七河州首府维尔尼（Verniy）便是今天的阿拉木图。
1911年，阿拉木圖發生了一場大地震，唯一在大地震中留下的建築物是一座東正教教堂升天主教座堂。1920年代，當突厥斯坦-西伯利亞鐵路建成後，阿拉木圖成為了一個主要的中途站。
1921年，阿拉木圖的名稱被改為「阿爾瑪-阿塔」（俄语：Алма-Ата，哈薩克語中的意思是「蘋果之父」）。1929年，阿拉木圖成為了哈薩克蘇維埃共和國的首都。1986年12月16日，阿拉木图爆发学生运动，史称阿拉木图十二月事件（杰勒托克桑）。1991年，獨立國家聯合體成立的簽署儀式在阿拉木圖進行。直到1997年12月10日，哈薩克遷都至阿克莫拉。
2022年1月2日，哈萨克斯坦抗议暴乱事件在各地爆发，示威者冲入阿拉木图市政府，阿拉木图市政府和检察院建筑遭人纵火。总统卡西姆若马尔特·托卡耶夫宣布1月5日至19日期间曼吉斯套区和阿拉木图进入紧急状态。

## 氣候
阿拉木圖的氣候屬於溫帶大陸性濕潤氣候，四季分明。
| 阿拉木圖                    | 阿拉木圖      | 阿拉木圖      | 阿拉木圖      | 阿拉木圖     | 阿拉木圖    | 阿拉木圖     | 阿拉木圖     | 阿拉木圖     | 阿拉木圖     | 阿拉木圖     | 阿拉木圖      | 阿拉木圖      | 阿拉木圖      |
| 月份                        | 1月           | 2月           | 3月           | 4月          | 5月         | 6月          | 7月          | 8月          | 9月          | 10月         | 11月          | 12月          | 全年          |
| --------------------------- | ------------- | ------------- | ------------- | ------------ | ----------- | ------------ | ------------ | ------------ | ------------ | ------------ | ------------- | ------------- | ------------- |
| 历史最高温 °C（°F）         | 18.2 (64.8)   | 21.9 (71.4)   | 29.8 (85.6)   | 33.2 (91.8)  | 35.8 (96.4) | 39.3 (102.7) | 41.7 (107.1) | 40.5 (104.9) | 38.1 (100.6) | 31.1 (88.0)  | 25.4 (77.7)   | 19.2 (66.6)   | 41.7 (107.1)  |
| 平均高温 °C（°F）           | 0.7 (33.3)    | 2.2 (36.0)    | 8.7 (47.7)    | 17.3 (63.1)  | 22.4 (72.3) | 27.5 (81.5)  | 30.0 (86.0)  | 29.4 (84.9)  | 24.2 (75.6)  | 16.3 (61.3)  | 8.2 (46.8)    | 2.3 (36.1)    | 15.8 (60.4)   |
| 日均气温 °C（°F）           | −4.7 (23.5)   | −3 (27)       | 3.4 (38.1)    | 11.4 (52.5)  | 16.6 (61.9) | 21.6 (70.9)  | 23.8 (74.8)  | 22.9 (73.2)  | 17.6 (63.7)  | 9.9 (49.8)   | 2.7 (36.9)    | −2.8 (27.0)   | 10.0 (50.0)   |
| 平均低温 °C（°F）           | −8.4 (16.9)   | −6.9 (19.6)   | −1.1 (30.0)   | 5.9 (42.6)   | 11.0 (51.8) | 15.8 (60.4)  | 18.0 (64.4)  | 16.8 (62.2)  | 11.5 (52.7)  | 4.6 (40.3)   | −1.3 (29.7)   | −6.4 (20.5)   | 5.0 (41.0)    |
| 历史最低温 °C（°F）         | −30.1 (−22.2) | −37.7 (−35.9) | −24.8 (−12.6) | −10.9 (12.4) | −7 (19)     | 2.0 (35.6)   | 7.3 (45.1)   | 4.7 (40.5)   | −3 (27)      | −11.9 (10.6) | −34.1 (−29.4) | −31.8 (−25.2) | −37.7 (−35.9) |
| 平均降水量 mm（）           | 34 (1.3)      | 42 (1.7)      | 75 (3.0)      | 100 (3.9)    | 106 (4.2)   | 57 (2.2)     | 47 (1.9)     | 30 (1.2)     | 27 (1.1)     | 60 (2.4)     | 56 (2.2)      | 41 (1.6)      | 675 (26.7)    |
| 平均降雨天数                | 4             | 5             | 11            | 14           | 15          | 15           | 15           | 10           | 9            | 10           | 8             | 6             | 122           |
| 平均降雪天数                | 11            | 13            | 8             | 2            | 0.2         | 0            | 0            | 0            | 0.1          | 2            | 6             | 11            | 53.3          |
| 平均相對濕度（％）          | 77            | 79            | 71            | 59           | 56          | 49           | 46           | 45           | 49           | 64           | 74            | 79            | 62            |
| 月均日照時數                | 118           | 119           | 147           | 194          | 241         | 280          | 306          | 294          | 245          | 184          | 127           | 101           | 2,356         |
| 来源1：Pogoda.ru            |               |               |               |              |             |              |              |              |              |              |               |               |               |
| 来源2：NOAA（1961至1990年） |               |               |               |              |             |              |              |              |              |              |               |               |               |

## 遷都
由于阿拉木图地处哈萨克斯坦东南部，距离非哈萨克民族占主体的北部地区较远，而且该城市人口密度过大，发展余地接近极限，难以满足首都建设发展的需要；城市生态环境恶化、大气污染严重，又处于地震活跃地带，首都安全受到威胁。于是哈萨克斯坦议会根据总统纳扎尔巴耶夫提议，于1994年7月6日通过迁都决议，在此后的几年里，阿克莫拉（阿斯塔納）进行了大规模的城市改建和扩建工程，为迁都作了大量的准备。一大批新建筑在市内拔地而起，交通、通讯、能源等配套设施不断完善。1997年12月10日，哈萨克斯坦总统纳扎尔巴耶夫在阿克莫拉郑重宣布，阿克莫拉市正式成为哈萨克斯坦“永久性首都”。从此，阿克莫拉取代阿拉木图成为哈萨克斯坦新的政治中心。阿拉木图尽管失去了首都的地位，但仍是哈萨克斯坦最大的经济、文化和科技中心。

## 交通
阿拉木圖地鐵是城市交通的骨幹。哈萨克斯坦国家铁路在阿拉木图设有两个主要铁路客运站，分别是位于市郊的阿拉木图1号站和位于城区的阿拉木图2号站。
阿拉木圖國際機場是哈薩克斯坦國内最大的機場。

## 文化和體育
阿拉木圖曾和阿斯塔納一起主辦2011年亞洲冬季運動會。阿拉木圖曾申辦2014年冬季奧林匹克運動會，但未進入決選。该市有著名的麥迪奧高山滑冰场，位于城外的天山山谷之中，条件优越，曾在此创造过数十项滑冰世界记录。2008年夏季奥林匹克运动会圣火传递曾经过此地。
阿拉木圖於2011年11月29日取得2017年冬季世界大學生運動會的主辦權。
阿拉木圖有哈薩克國立大學哈萨克民族师范大学及哈薩克科學學院（Kazakh Academy of Sciences），在1991年蘇聯解體後建成的總統府亦位於該市。
阿拉木圖與中國北京一同進入2022年冬季奧林匹克運動會的決選，落選。

## 對外關係
阿拉木圖的友好城市包括：
| 國家     | 城市       |
| -------- | ---------- |
| 俄羅斯   | 喀山       |
| 中國     | 烏魯木齊市 |
| 俄羅斯   | 莫斯科     |
| 法國     | 雷恩       |
| 拉脫維亞 | 里加       |
| 立陶宛   | 維爾紐斯   |
| 美国     | 圖森       |
|          | 大邱廣域市 |
| 俄羅斯   | 聖彼得堡   |
|          | 比斯凱克   |
| 白俄羅斯 | 明斯克     |
| 土耳其   | 伊斯坦堡   |
| 以色列   | 特拉維夫   |
| 匈牙利   | 布達佩斯   |
| 埃及     | 亞歷山卓   |
|          | 摩加迪休   |

中国作曲家冼星海（1905年—1945年）曾于1943－1945年居住于此，1998年10月7日原弗拉基米爾大街被命名為冼星海大街。